# Nortia carinicollis
Nortia carinicollis là một loài bọ cánh cứng trong họ Cerambycidae.